# Landkreis Ansbach
Landkreis Ansbach is een Landkreis in de Duitse deelstaat Beieren. De Landkreis telt 185.316 inwoners (31 december 2020) op een oppervlakte van 1.971,84 km². Het bestuur zetelt in de stad Ansbach, die zelf als kreisfreie Stadt geen deel uitmaakt van de Landkreis. 
In Ansbach stierf in 1833 de mysterieuze jongen Kaspar Hauser door een moordaanslag.

## Steden en gemeenten
De volgende steden en gemeenten liggen in de Landkreis (Inwoners op 31-12-2007):

| Steden 1. Dinkelsbühl (11.572) 2. Feuchtwangen (12.208) 3. Heilsbronn (9205) 4. Herrieden (7674) 5. Leutershausen (5647) 6. Merkendorf (2784) 7. Ornbau (1600) 8. Rothenburg ob der Tauber, Große Kreisstadt, (11.222) 9. Schillingsfürst (2802) 10. Wassertrüdingen (5999) 11. Windsbach (6053) 12. Wolframs-Eschenbach (2847) Märkte 1. Arberg (2282) 2. Bechhofen (6036) 3. Colmberg (2088) 4. Dentlein am Forst (2437) 5. Dietenhofen (5697) 6. Dombühl (1688) 7. Dürrwangen (2611) 8. Flachslanden (2440) 9. Lehrberg (3172) 10. Lichtenau (3806) 11. Schopfloch (2896) 12. Weidenbach (2196) 13. Weiltingen (1372) Verwaltungsgemeinschaften 1. Dentlein a.Forst (Burk, Dentlein a. Forst (Markt) en Wieseth) 2. Hesselberg (Ehingen, Gerolfingen, Röckingen, Unterschwaningen en Wittelshofen) 3. Rothenburg ob der Tauber Adelshofen, Gebsattel, Geslau, Insingen, Neusitz, Ohrenbach, Steinsfeld en Windelsbach 4. Schillingsfürst Buch am Wald, Diebach, Dombühl (Markt), Schillingsfürst (Stad), Wettringen en Wörnitz 5. Triesdorf Ornbau (Stad) en Weidenbach (Markt) 6. Weihenzell Bruckberg, Rügland en Weihenzell 7. Wilburgstetten Mönchsroth, Weiltingen (Markt) en Wilburgstetten 8. Wolframs-Eschenbach Mitteleschenbach en Wolframs-Eschenbach (Stad) | Gemeenten 1. Adelshofen (948) 2. Aurach (2936) 3. Bruckberg (1307) 4. Buch a.Wald (975) 5. Burgoberbach (3331) 6. Burk (1174) 7. Diebach (1131) 8. Ehingen (2018) 9. Gebsattel (1794) 10. Gerolfingen (1035) 11. Geslau (1413) 12. Insingen (1122) 13. Langfurth (2152) 14. Mitteleschenbach (1587) 15. Mönchsroth (1610) 16. Neuendettelsau (7832) 17. Neusitz (2079) 18. Oberdachstetten (1695) 19. Ohrenbach (636) 20. Petersaurach (5023) 21. Röckingen (745) 22. Rügland (1265) 23. Sachsen b.Ansbach (3239) 24. Schnelldorf (3536) 25. Steinsfeld (1268) 26. Unterschwaningen (876) 27. Weihenzell (2834) 28. Wettringen (943) 29. Wieseth (1427) 30. Wilburgstetten (2100) 31. Windelsbach (1078) 32. Wittelshofen (1276) 33. Wörnitz (1654) Gemeentevrij gebied 1. Unterer Wald (1,82 km², onbewoond) |

Aichach-Friedberg · Altötting · Amberg · Amberg-Sulzbach · Ansbach (stad) · Landkreis Ansbach · Aschaffenburg (stad) · Landkreis Aschaffenburg · Augsburg (stad) · Landkreis Augsburg · Bad Kissingen · Bad Tölz-Wolfratshausen · Bamberg (stad) · Landkreis Bamberg · Bayreuth (stad) · Landkreis Bayreuth · Berchtesgadener Land · Cham · Coburg (stad) · Landkreis Coburg · Dachau · Deggendorf · Dillingen an der Donau · Dingolfing Landau · Donau-Ries · Ebersberg · Eichstätt · Erding · Erlangen · Erlangen-Höchstadt · Forchheim · Freising · Feyung-Grafenau · Fürstenfeldbruck · Fürth (stad) · Landkreis Fürth · Garmisch-Partenkirchen · Günzburg · Haßberge · Hof (stad) · Landkreis Hof · Ingolstadt · Kaufbeuren · Kelheim · Kempten im Allgäu · Kitzingen · Kronach · Kulmbach · Landsberg am Lech · Landshut (stad) · Landkreis Landshut · Lichtenfels · Lindau · Main-Spessart · Memmingen · Miesbach · Miltenberg · Mühldorf am Inn · München · Landkreis München · Neuburg-Schrobenhausen · Neumarkt in der Oberpfalz · Neurenberg · Neustadt an der Aisch-Bad Windsheim · Neustadt an der Waldnaab · Neu-Ulm · Nürnberger Land · Oberallgäu · Ostallgäu · Passau (stad) · Landkreis Passau · Pfaffenhofen an der Ilm · Regen · Regensburg (stad) · Landkreis Regensburg · Rhön-Grabfeld · Rosenheim (stad) · Landkreis Rosenheim · Roth · Rottal-Inn · Schwabach · Schwandorf · Schweinfurt (stad) · Landkreis Schweinfurt · Starnberg · Straubing · Straubing-Bogen · Tirschenreuth · Traunstein · Unterallgäu · Weiden in der Oberpfalz · Weilheim-Schongau · Weißenburg-Gunzenhausen · Wunsiedel im Fichtelgebirge · Würzburg (stad) · Landkreis Würzburg
Adelshofen ·
Arberg ·
Aurach ·
Bechhofen ·
Bruckberg ·
Buch a.Wald ·
Burgoberbach ·
Burk ·
Colmberg ·
Dentlein a.Forst ·
Diebach ·
Dietenhofen ·
Dinkelsbühl ·
Dombühl ·
Dürrwangen ·
Ehingen ·
Feuchtwangen ·
Flachslanden ·
Gebsattel ·
Gerolfingen ·
Geslau ·
Heilsbronn ·
Herrieden ·
Insingen ·
Langfurth ·
Lehrberg ·
Leutershausen ·
Lichtenau ·
Merkendorf ·
Mitteleschenbach ·
Mönchsroth ·
Neuendettelsau ·
Neusitz ·
Oberdachstetten ·
Ohrenbach ·
Ornbau ·
Petersaurach ·
Röckingen ·
Rothenburg ob der Tauber ·
Rügland ·
Sachsen b.Ansbach ·
Schillingsfürst ·
Schnelldorf ·
Schopfloch ·
Steinsfeld ·
Unterschwaningen ·
Wassertrüdingen ·
Weidenbach ·
Weihenzell ·
Weiltingen ·
Wettringen ·
Wieseth ·
Wilburgstetten ·
Windelsbach ·
Windsbach ·
Wittelshofen ·
Wolframs-Eschenbach ·
Wörnitz